# Фурнир
Фурнир је производ добијен прерадом дрвета. Израђује се у виду листова и, према начину добијања, дели се на:
- сечени фурнир
- љуштени фурнир

Сечени (племенити) фурнир се добија сечењем претходно припремљених трупаца фурнирским ножем и употребљава се за декоративно облагање дрвних плоча, док се љуштени добија љуштењем трупаца на љуштилици и употребљава углавном за производњу фурнирских плоча (шперплоча).